# Feldkirch (Haut-Rhin)
Feldkirch ist eine französische Gemeinde mit 1002 Einwohnern (Stand 1. Januar 2022) im Département Haut-Rhin in der Region Grand Est (bis 2015 Elsass).

## Geografie
Die Gemeinde liegt in der Oberrheinebene, etwa 18 Kilometer nordnordwestlich von Mülhausen und etwa acht Kilometer südöstlich von Guebwiller, dem Sitz der Unterpräfektur.

## Geschichte
Von 1871 bis zum Ende des Ersten Weltkrieges gehörte Feldkirch als Teil des Reichslandes Elsaß-Lothringen zum Deutschen Reich und war dem Kreis Gebweiler im Bezirk Oberelsaß zugeordnet.

### Bevölkerungsentwicklung
| Jahr      | 1910 | 1962 | 1968 | 1975 | 1982 | 1990 | 1999 | 2007 | 2017 |
| --------- | ---- | ---- | ---- | ---- | ---- | ---- | ---- | ---- | ---- |
| Einwohner | 395  | 628  | 632  | 729  | 712  | 835  | 910  | 941  | 990  |

## Wirtschaft und Infrastruktur
Die Ortschaft ist über den Bahnhof der SNCF in der Nachbargemeinde Bollwiller ans Eisenbahnnetz des TER Grand Est (Linie Straßburg–Colmar–Mülhausen–Basel) angeschlossen. Wichtige Erwerbszweige sind die Industrie, das Kleingewerbe und die Landwirtschaft.

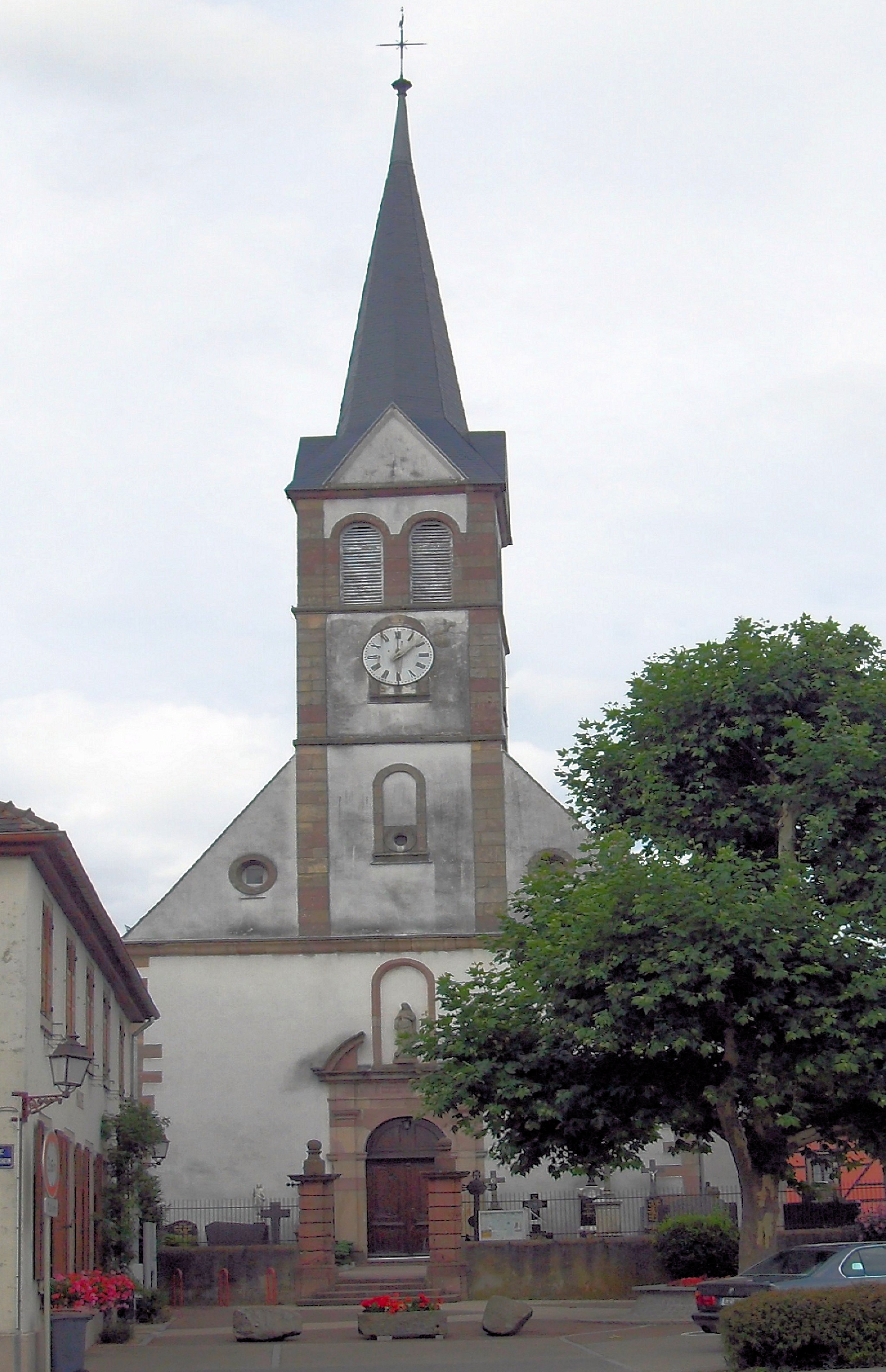
Kirche Saint-Rémy